# Животна форма
Животна форма представља скуп морфолошких, анатомских и физиолошких особина којима је врста прилагођена свом станишту. Овакав скуп особина је адаптиван и настао је као одговор на утицаје различитих еколошких фактора. Животне форме је могуће издвојити (описати) на основу морфологије организама, дејства једног или више еколошких фактора, улоге у екосистему, позиције у мрежи исхране, особина животне историје и сл. Тако једна врста може бити окарактерисана са више животних форми. На пример, веверица је истовремено:
1. лигниколни/арбореални организам (становник круне дрвета) — животна форма издвојена у односу на станиште врсте;
2. хербивор (биљојед) — животна форма на основу типа исхране, као и
3. хибернатор (пада у зимски сан, хибернацију) — што је животна форма издвојена на основу једне од карактеристика животне историје.

Животне форме нису увек у вези са филогенетским положајем врсте. Појава исте животне форме у несродним врстама се назива еколошка конвергенција. Такође, сродне врсте могу се карактерисати врло различитим животним формама — велике панде су биљоједи иако су остали медведи месоједе животиње. Присуство различитих животних форми у једној систематској или филогенетској групи најчешће се може објаснити адаптивном радијацијом.

## Животне форме биљака
Класификација биљака у животне форме вршена је у различитим периодима и на различитим ступњевима сазнања о њима. Почев од Теофраста, биљке се деле у одређене категорије — дрвеће, жбунове и зељасте биљке. То су уједно и прве описане животне форме биљака на основу морфологије. Савременија схватања животних форми заснивају се на другим особинама, првенствено на екофизиолошким. Најприхваћенији систем је Раункијеров систем животних форми биљака, заснован на положају (висини) и облику вегетативних пупољака у току услова неповољних за живот биљке.

## Животне форме животиња
Класификација животних форми животиња је сложена услед могућности да се две врсте могу разликовати у погледу својих адаптација на тип станишта и тип кретања, а бити сличне у односу на начин исхране. Најчешће, животне форме животиња издвајамо у односу на:
- основне карактеристике станишта — становници тла, становници на и у другим организмима, становници првенствено ваздуха;
- карактеристике кретања — сесилни, планктонски, или слободно покретни организми, које даље можемо делити у ниже категорије животних форми;
- карактеристике исхране — биљоједи, месоједи, сапрофити, паразити.